# Vologaisés VI.
Vologaisés VI. (parthsky Valagaš) byl parthský velkokrál z rodu Arsakovců vládnoucí v letech 207/208–227/228. Jeho otcem byl král Vologaisés V. († 207/208), bratrem král Artabanos IV. (213–224).

## Vláda
O vládě Vologaisa VI. do roku 212/213, kdy se proti němu vzbouřil jeho bratr Artabanos, nejsou známy žádné podrobnosti a i potom jsou informace jen velmi skoupé. Zdá se, že Vologaisés ztratil během občanské války s bratrem rychle kontrolu nad Íránem a nejpozději roku 215 přišel i o oblast Elymaidy s hlavním městem Susami (svědčí o tom dochovaná stéla). Král sídlil v té době na západě říše, nejspíš v Ktésifóntu, a tam za ním poslal římský císař Caracalla roku 215 posly, aby ho přiměli k vydání dvou uprchlíků z impéria, filozofa Antiocha a jistého Tiridata. Vologaisés pak oba Římanům vydal.
Protože parthsko-římská válka, která propukla roku 216, byla již na parthské straně plně v režii Artabana IV., lze předpokládat, že Vologaisés byl nejpozději téhož roku bratrem rozhodně poražen. Jeho mocenská základna však nebyla zcela zničena, protože jsou známy jeho mince i z následujících let – většinou se soudí, že si podržel kontrolu nad částí Babylonie.
Když Artabana IV. porazil a zabil stachrský král Ardašír (224), pobýval Vologaisés patrně stále ještě v Ktésifóntu a teprve postupem doby bylo jeho postavení v Mezopotámii definitivně zlomeno – do roku 226 ovládl Ardašír Ktésifón a z roku 228 jsou známy poslední Vologaisovy mince. Králův osud po Ardašírově vítězství je nejasný.
Vologaisés VI. byl poslední král kdysi mocné říše Parthů, jež existovala více než čtyři sta let. Jeho pád zahájil v mezopotámsko-íránské oblasti zcela novou epochu – dobu novoperské říše v čele s dynastií Sásánovců.